# Bindebogen

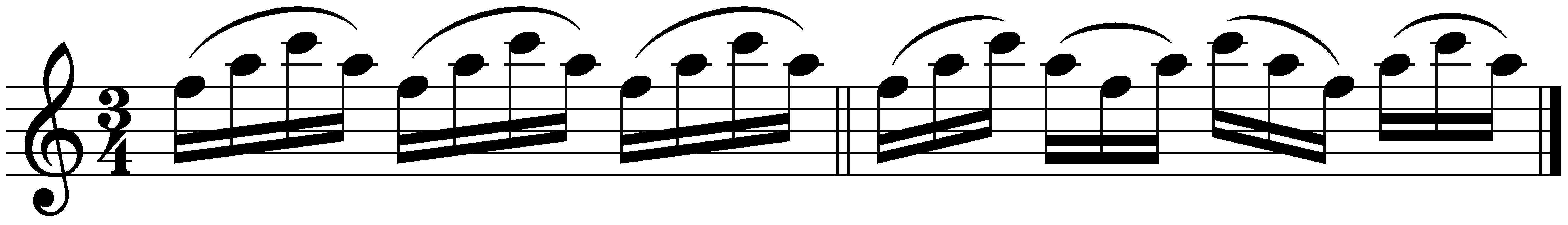
Bindebögen

Der Bindebogen oder Legatobogen in der Notenschrift der Musik wird gesetzt, wenn bei der Interpretation von Musik mehrere Töne ohne Pausen aneinander gebunden werden, so dass der Eindruck einer ununterbrochenen Linie entsteht (Fachbegriff legato im Unterschied zum staccato, leggiero, tenuto oder portato).
In der Musiknotation ist der Bindebogen nicht nur ein wichtiges Mittel zur Anzeige von musikalischen Linien, sondern er gibt auch spieltechnische Gegebenheiten vor. Beispielsweise zeigt bei Streichinstrumenten ein Legatobogen über mehreren Noten an, dass diese jeweiligen Töne in einem Bogenstrich (also nicht detache) gespielt werden sollen. Bei Bläsern und Gesangsstimmen ist eine Legatophrase ohne Pause bzw. ohne neu Luft zu holen zu spielen.
Der Bindebogen kann unter Umständen mit dem normalerweise gleich aussehenden Phrasierungsbogen verwechselt werden, wenn eine ganze Phrase legato gespielt werden soll. Ob es sich um einen Phrasierungs- oder Legatobogen handelt, ist aber in aller Regel relativ einfach vom Kontext abzuleiten. Um Verwirrung vorzubeugen, wird der Phrasierungsbogen seltener auch als gestrichelter Bogen notiert. Dies hat sich in der Notationspraxis aber nie wirklich eingebürgert.
Zu unterscheiden ist der Bindebogen auch vom Haltebogen, mit dem mehrere Noten gleicher Tonhöhe zu einem einzigen längeren Ton verbunden werden.